# Jurica Golemac
Jurica Golemac (Zagreb, 29. svibnja 1977.) slovensko-hrvatski bivši profesionalni košarkaš. Igrao je na poziciji krilnog centra, a trenutačno je trener košarkaškog kluba BC Dubai.

## Vanjske poveznice
- Jurica Golemac na eurocupbasketball.com
- Jurica Golemac na basketpedya.com  Arhivirana inačica izvorne stranice od 20. veljače 2021. (Wayback Machine)
- Jurica Golemac na adriaticbasket.com